# Johan Fernandes de Ardeleiro

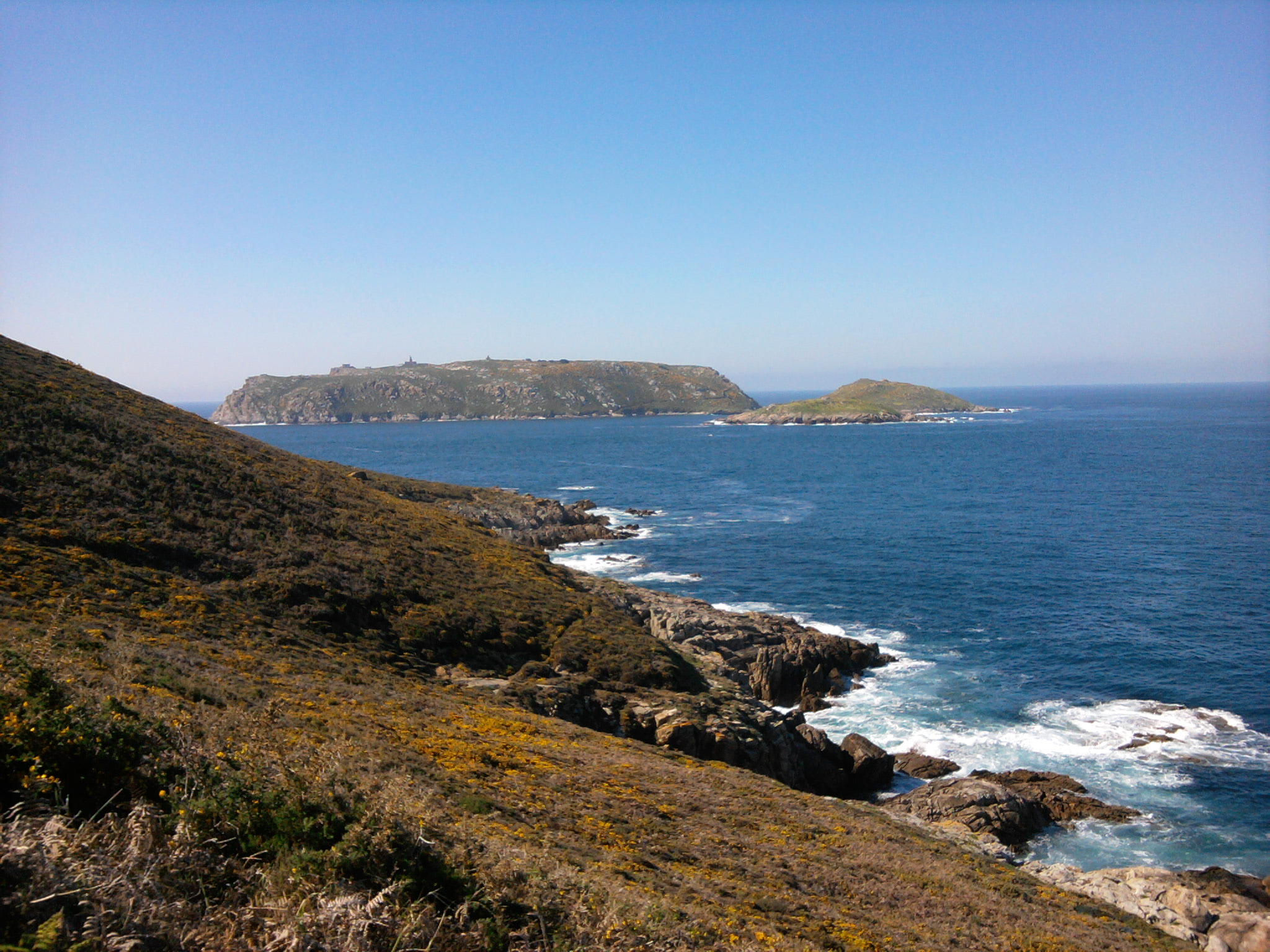
Monte em Malpica de Bergantinhos, possível lugar de nascemento de Johan Fernandes (em Arde-leiro)

Johan Fernandes de Ardeleiro (também Johan Fernandez d'Ardeleyro) foi um trovador galego do século XIV.  Estudiosos como Carolina Michaelis concluem que ele é um dos últimos trovadores da poesia lírica galego-portuguesa . 

## Trajetória
Da sua assinatura deduz-se que pode ter vindo de um lugar situado no município de Malpica de Bergantiños na Corunha.  Johan de Gaia, Estevan da Garda e o jogral Johan podem ser contemporâneos.  Era escudeiro e tinha posses em Pavia (Mora, Portugal). Pode ter frequentado a corte de D. Dinís ou a do conde de Barcelos . 

## Trabalhos
Estão preservadas quatro obras, são uma canção de amor, com esquema estrófico original, e três canções de escárnio e maldizer, (duas delas de autoria duvidosa). 